# AeroVironment RQ-11 Raven
AeroVironment RQ-11 Raven je bezpilotní průzkumný letoun od kalifornské společnosti AeroVironment. První sériový kus převzala americká armáda v květnu 2003, od roku 2009 jsou Raveny ve vybavení české armády u 533. praporu bezpilotních systémů „generálmajora in memoriam Josefa Dudy“ z Prostějova.
Start letounu je prováděn odhozem z ruky, při přistání dosedá na spodní část trupu. Pohon letounu je zajištěn tichým elektromotorem s vytrvalostí letu až 80 minut. Raveny mají zabudovanou GPS navigaci a jsou vybaveny laserovým značkovačem, který umožňuje navádět bojové letouny na cíle ke zničení.

## Specifikace (RQ-11B)
Údaje dle

### Technické údaje
- Osádka: 0 (dálkové ovládání, obsluhu systému tvoří dvě osoby)
- Rozpětí: 1,4 metru
- Délka: 0,9 metru
- Hmotnost: 1,9 kg

### Výkony
- Rychlost: 32–81 km/h
- Taktický dolet: 10 kilometrů
- Vytrvalost: 60–90 minut letu
- Dostup: 152 m